# Qubaxəlilli
Qubaxəlilli è un comune dell'Azerbaigian situato nel distretto di İsmayıllı. Conta una popolazione di 2 467 abitanti.